# 江上節子
江上 節子 (えがみ せつこ) は、日本の社会学者。

## 人物
- 1974年 - 早稲田大学第一文学部卒業。
- 1976年 - ダイヤモンド社に入社し、経営・人事・組織・人材開発の専門誌・単行本の企画編集を行った。
- 1983年 - リクルート入社。編集企画部門 人材情報専門誌の編集長および部長を歴任、その後、同社顧問として事業戦略、編集長育成の助言活動を担った。
- 1994年 - 産業能率大学経営情報学部助教授。
- 2001年 - 東日本旅客鉄道研究開発センター・フロンティアサービス研究所所長 （兼任同社マーケティング・コミュニケーション担当部長）。
- 2003年 - 公益法人21世紀職業財団 理事（女性の活躍・ダイバーシティ推進）。
- 2005年 - 東日本旅客鉄道顧問。
- 2006年 - 早稲田大学大学院公共経営研究科客員教授。
- 2007年 - 大正製薬社外監査役、政府税制調査会委員[1]
- 2009年 - 武蔵大学社会学部教授、同大学院人文学研究科教授。
- 2011年 - 郵船ロジスティクス社外監査役。
- 2012年 - 武蔵大学社会学部長。
- 2015年 - 三菱地所社外取締役[2]。
- 2018年 - 三菱自動車工業社外取締役[3]。
- 2020年 - りそなホールディングス社外取締役[4]。
- 2021年 - 学校法人根津育英会武蔵学園評議員。
- 2023年 - 日本証券金融社外取締役。